# Remennecourt
Remennecourt é uma comuna francesa na região administrativa de Grande Leste, no departamento de Meuse. Estende-se por uma área de 2,74 km². Em 2010 a comuna tinha 52 habitantes (densidade: 19 hab./km²).